# العلاقات الماليزية الناميبية
العلاقات الماليزية الناميبية هي العلاقات الثنائية التي تجمع بين ماليزيا وناميبيا.

## مقارنة بين البلدين
هذه مقارنة عامة ومرجعية للدولتين:
| وجه المقارنة                                              | ماليزيا       | ناميبيا      |
| --------------------------------------------------------- | ------------- | ------------ |
| المساحة (كم2)                                             | 330.29 ألف    | 825.62 ألف   |
| عدد السكان (نسمة)                                         | 31.62 مليون   | 2.53 مليون   |
| الكثافة السكانية (ن./كم²)                                 | 95.73         | 3.06         |
| العاصمة                                                   | كوالالمبور    | ويندهوك      |
| اللغة الرسمية                                             | لغة ماليزية   | لغة إنجليزية |
| العملة                                                    | رينغيت ماليزي | دولار ناميبي |
| الناتج المحلي الإجمالي (بليون دولار)                      | 314.50 مليار  | 13.24 مليار  |
| الناتج المحلي الإجمالي (تعادل القوة الشرائية) بليون دولار | 817.43 مليار  | 25.60 مليار  |
| الناتج المحلي الإجمالي الاسمي للفرد دولار أمريكي          | 9.77 ألف      | 4.67 ألف     |
| الناتج المحلي الإجمالي للفرد دولار أمريكي                 | 25.64 ألف     | 9.96 ألف     |
| مؤشر التنمية البشرية                                      | 0.779         | 0.628        |
| رمز المكالمات الدولي                                      | +60           | +264         |
| رمز الإنترنت                                              | .my           | .na          |
| المنطقة الزمنية                                           | ت ع م+08:00   | ت ع م+02:00  |

## منظمات دولية مشتركة
يشترك البلدان في عضوية مجموعة من المنظمات الدولية، منها:
| علم المنظمة | اسم المنظمة                        | تاريخ انضمام ماليزيا | تاريخ انضمام ناميبيا |
| ----------- | ---------------------------------- | -------------------- | -------------------- |
|             | البنك الدولي للإنشاء والتعمير      | 7 مارس 1958          | 25 سبتمبر 1990       |
|             | منظمة التجارة العالمية             | ?                    | ?                    |
|             | منظمة حظر الأسلحة الكيميائية       | ?                    | ?                    |
|             | الأمم المتحدة                      | 17 سبتمبر 1957       | 23 أبريل 1990        |
|             | منظمة الشرطة الجنائية الدولية      | ?                    | ?                    |
|             | وكالة ضمان الاستثمار متعدد الأطراف | 6 ديسمبر 1991        | 25 سبتمبر 1990       |
|             | يونسكو                             | 16 يونيو 1958        | 2 نوفمبر 1978        |
|             | مؤسسة التمويل الدولية              | 20 مارس 1958         | 25 سبتمبر 1990       |
|             | الاتحاد البريدي العالمي            | ?                    | ?                    |
|             | دول الكومنولث                      | ?                    | ?                    |
|             | الاتحاد الدولي للاتصالات           | 3 فبراير 1958        | 25 يناير 1984        |

## وصلات خارجية
- موقع وزارة الخارجية الماليزية